# Oulactis muscosa
Oulactis muscosa är en havsanemonart som först beskrevs av Drayton in Dana 1846.  Oulactis muscosa ingår i släktet Oulactis och familjen Actiniidae. Inga underarter finns listade i Catalogue of Life.